# Paul Joseph James Martin
Paul Joseph James Martin, o Paul Martin senior (Ottawa, 23 giugno 1903 – Windsor, 14 settembre 1992), è stato un politico e diplomatico canadese.

## Biografia
Membro del Partito Liberale del Canada, fu eletto alla Camera dei Comuni per la prima volta nel 1935. Fu membro del gabinetto di quattro primi ministri del Canada, William Lyon Mackenzie King, Louis St. Laurent, Lester B. Pearson e Pierre Trudeau. Trudeau lo nominò al Senato del Canada nel 1968.
Anche suo figlio, Paul Edgar Philippe Martin o Paul Martin jr., ha seguito la carriera politica.